# Eros (psicanálise)

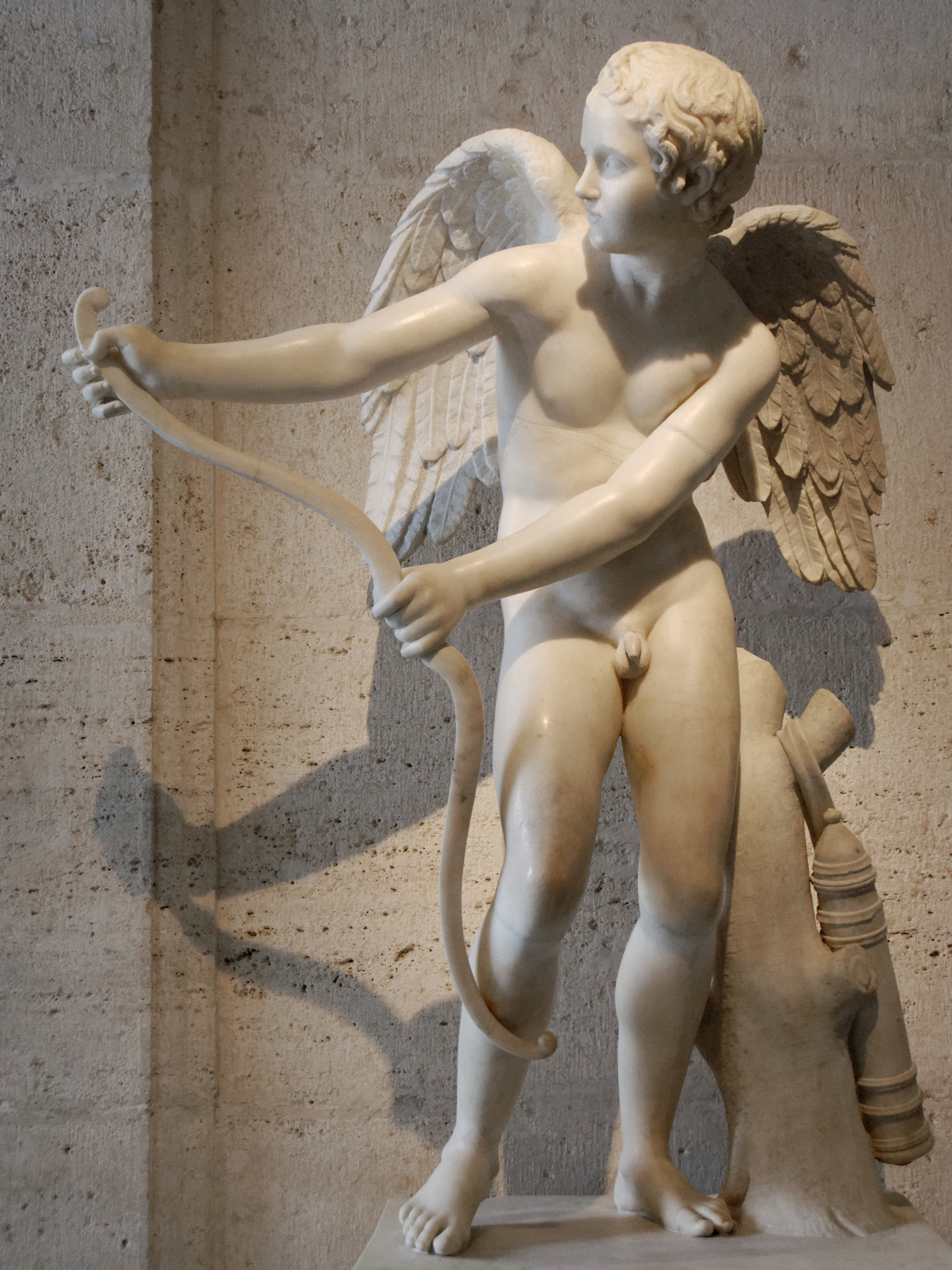
A origem do conceito eros" vem do Deus grego Eros

Eros (em grego:"ἔρως" transliteração para o latim "érōs") no senso comum é associado ao amor apaixonado, com desejo e atração sensual, mas na psicanálise e psicologia analítica ele segue o sentido de energia vital em geral ou integradora da psique, o que se aproxima do significado original de amor, descrito por Platão. A palavra moderna grega “erotas” significa “o amor (romântico)”. Platão refinou sua própria definição. Embora o eros seja sentido inicialmente por uma pessoa, com contemplação transforma-se em apreciação da beleza dentro dessa pessoa, ou transforma-se mesmo em apreciação da própria beleza. Platão não pleiteia a atração física como uma parte necessária para o amor, daqui o uso da termo "amor platônico" significar “sem atração física”. Para Platão, Eros é o conceito geral para Amor (ver scala amoris) e a sua forma verdadeira abrange principalmente o amor divino, ajudando a alma a se elevar e recordar o conhecimento da beleza, o que contribui para a compreensão da verdade espiritual. Os amantes e os filósofos todos são inspirados a dizer a verdade pelo Amor. O trabalho mais antigo e famoso sobre o tema eros é O Banquete de Platão, que é uma discussão entre amigos de Sócrates sobre a natureza de eros. O termo erótico é derivado de eros.
Eros pode também ser definido como a atração para a perfeição ou integralidade, e é usado para descrever a satisfação entre o amante/amado e o humano/deus.
O Eros é contrastado frequentemente com termos gregos paralelos “philia” e “ágape,” significando, aproximadamente, amizade e afeto (ternura), respectivamente.

## Eros e C. G. Jung
Na psicologia analítica de Carl Jung, a contrapartida de eros é logos, um termo grego para o princípio da racionalidade. Jung considera logos como um princípio masculino, enquanto eros é um princípio feminino. De acordo com Jung:
A psicologia da mulher baseia-se no princípio de Eros, o grande aglutinador e afrouxador, enquanto que desde os tempos antigos o princípio dominante atribuído ao homem é o Logos. O conceito de Eros poderia ser expresso em termos modernos como relação psíquica, e o conceito de Logos como interesse objetivo.
Esse gênero de eros e logos é uma consequência da teoria de Jung da sizígia anima/animus da psique humana. Sizígia refere-se à divisão entre homem e mulher. Segundo Jung, essa divisão é recapitulada na mente inconsciente por meio de elementos "contrassexuais" (de gênero oposto) chamados anima (nos homens) e animus (nas mulheres). Assim, os homens têm um princípio feminino inconsciente, a "anima", caracterizada pelo eros feminino. O trabalho de individuação para os homens envolve tornar-se consciente da anima e aprender a aceitá-la como se fosse sua, o que implica aceitar eros. Isso é necessário para ver além das projeções que inicialmente cegam o ego consciente. "Retirar as projeções" é uma tarefa importante no trabalho de individuação, que envolve possuir e subjetivar forças inconscientes que são inicialmente consideradas estranhas. Este seria Eros, como “desejo para o perfeição,” que é necessário para o indivíduo se sintonizar com a própria personalidade. Compreendendo “o amor passional” e o “desejo pela perfeição” como “a ligação psíquica” Jung afirma também que o desejo pelo amor é um desejo para a interconexão e a interação com outros seres conscientes ou sensíveis.
Em essência, o conceito de eros de Jung não é diferente do platônico. Eros é, em última análise, o desejo de totalidade e, embora possa inicialmente assumir a forma de amor apaixonado, é mais verdadeiramente um desejo de "parentesco psíquico", um desejo de interconexão e interação com outros seres sencientes. No entanto, Jung era inconsistente e às vezes usava a palavra "eros" como uma abreviação para designar sexualidade.

## Eros e S. Freud
Na psicologia freudiana, o conceito platônico de eros é assimilado por Freud como coincidindo com o de libido, que não é exclusivamente o desejo sexual, mas nossa força vital, a vontade de viver e amor. É o desejo de criar vida e favorece a produtividade e a construção. Nos primeiros escritos psicanalíticos, os instintos do eros eram opostos por forças do ego. Mas na teoria psicanalítica posterior, eros é oposto ao instinto destrutivo de morte de Thanatos (instinto de morte ou pulsão de morte).
No livro Três Ensaios sobre a Sexualidade, Freud afirma: "Qualquer um que despreza a psicanálise de um ponto de vista superior deve lembrar o quanto a sexualidade ampliada da psicanálise coincide com o Eros do divino Platão." Essa postura de considerar a libido como "força do amor" em sentido amplo foi também influenciada por seu amigo Oskar Pfister.
Em seu artigo de 1925 "As Resistências à Psicanálise", Freud também explica que o conceito psicanalítico de energia sexual está mais alinhado com a visão platônica de eros, como expressa no Banquete, do que com o uso comum da palavra "sexo" como relacionado principalmente à atividade genital. Ele também menciona o filósofo Schopenhauer como uma influência. Ele então enfrenta seus adversários por ignorar esses grandes precursores e por manchar toda a sua teoria do eros com uma tendência pansexual. Ele finalmente escreve que sua teoria explica naturalmente esse mal-entendido coletivo como uma resistência previsível ao reconhecimento da energia sexual na infância.
No entanto, F. M. Cornford considera que os pontos de vista de Platão e de Freud são "diametralmente opostos" em relação ao eros. Em Platão, o eros é uma energia espiritual inicialmente, que então "cai" para baixo; enquanto em Freud eros é uma energia física que é "sublimada" para cima.
O filósofo e sociólogo Herbert Marcuse se apropriou do conceito freudiano de eros para seu trabalho altamente influente de 1955, Eros e Civilização.